# Mistrzostwa Ameryki Północnej w Biathlonie 2015
Mistrzostwa Ameryki Północnej w Biathlonie w 2015 roku odbyły się w dniach 11–15 marca w kanadyjskiej miejscowości Hinton.
Wśród seniorów rozegrane zostały cztery konkurencje męskie oraz cztery żeńskie. Równocześnie rozgrywane były też konkurencje w kategorii juniorów.

## Seniorzy

### Kobiety

#### Sprint
| Pozycja | Zawodniczka          | Reprezentacja     | Pudła | Wynik   | Strata  |
| ------- | -------------------- | ----------------- | ----- | ------- | ------- |
| złoto   | Emma Lunder          | Kanada            | 1+0   | 24:01.1 | -       |
| srebro  | Zina Kocher          | Kanada            | 2+3   | 25:01.5 | +1:00.4 |
| brąz    | Claude Godbout       | Kanada            | 1+2   | 26:57.4 | +2:56.3 |
| 4.      | Erin Yungblut        | Kanada            | 3+3   | 28:26.1 | +4:25.0 |
| 5.      | Emilly Dreissigacker | Stany Zjednoczone | 1+4   | 29:20.6 | +5:19.5 |

#### Bieg na dochodzenie
| Pozycja | Zawodniczka          | Reprezentacja     | Pudła   | Wynik   | Strata  |
| ------- | -------------------- | ----------------- | ------- | ------- | ------- |
| złoto   | Zina Kocher          | Kanada            | 1+0+0+2 | 33:43.5 |         |
| srebro  | Emma Lunder          | Kanada            | 1+0+0+0 | 33:44.8 | +1.2    |
| brąz    | Claude Godbout       | Kanada            | 1+0+0+1 | 36:21.6 | +2:38.1 |
| 4.      | Erin Yungblut        | Kanada            | 1+1+3+0 | 37:50.2 | +4:06.6 |
| 5.      | Emilly Dreissigacker | Stany Zjednoczone | 1+2+2+1 | 40:33.8 | +6:50.2 |

#### Bieg masowy
| Pozycja | Zawodniczka          | Reprezentacja     | Pudła   | Wynik     | Strata   |
| ------- | -------------------- | ----------------- | ------- | --------- | -------- |
| złoto   | Zina Kocher          | Kanada            | 1+3+1+3 | 49:01.3   |          |
| srebro  | Emma Lunder          | Kanada            | 1+0+0+2 | 49:25.4   | +24.1    |
| brąz    | Erin Yungblut        | Kanada            | 4+1+1+1 | 55:19.7   | +6:18.4  |
| 4.      | Claude Godbout       | Kanada            | 2+2+2+3 | 55:59.2   | +6:57.9  |
| 5.      | Jessica Paterson     | Kanada            | 2+1+1+1 | 58:53.1   | +9:51.8  |
| 6.      | Emilly Dreissigacker | Stany Zjednoczone | 2+3+3+5 | 59:53.0   | +10:51.7 |
| 7.      | Jenny Paterson       | Kanada            | 3+1+1+1 | 1:09:41.4 | +20:40.1 |

### Mężczyźni

#### Sprint
| Pozycja | Zawodniczka         | Reprezentacja     | Pudła | Wynik   | Strata   |
| ------- | ------------------- | ----------------- | ----- | ------- | -------- |
| złoto   | Macx Davies         | Kanada            | 0+2   | 26:53.6 |          |
| srebro  | Scott Perras        | Kanada            | 0+0   | 27:12.0 | +18.4    |
| brąz    | Marc-André Bédard   | Kanada            | 0+1   | 27:20.9 | +27.3    |
| 4.      | Matt Neumann        | Kanada            | 2+1   | 27:57.8 | +1:04.2  |
| 5.      | Ethan Dreissigacker | Stany Zjednoczone | 0+0   | 28:30.9 | +1:37.3  |
| 6.      | Alex Howe           | Stany Zjednoczone | 1+2   | 29:12.2 | +2:18.6  |
| 7.      | Jasper Mackenzie    | Kanada            | 1+1   | 29:31.0 | +2:37.4  |
| 8.      | Vincent Blais       | Kanada            | 1+2   | 29:39.0 | +2:45.4  |
| 9.      | Kai Skinstad        | Kanada            | 1+1   | 29:44.5 | +2:50.9  |
| 10.     | William Poffenroth  | Kanada            | 1+0   | 30:02.4 | +3:08.8  |
| 11.     | Mike Gibson         | Stany Zjednoczone | 2+2   | 30:16.2 | +3:22.6  |
| 12.     | Andrew Chisholm     | Kanada            | 0+1   | 30:20.8 | +3:27.2  |
| 13.     | Guillaume Bertrand  | Kanada            | 4+1   | 30:53.3 | +3:59.7  |
| 14.     | Eric Schryer        | Kanada            | 0+1   | 37:14.9 | +10:21.3 |
| 15.     | Evan Girard         | Kanada            | 5+2   | 39:15.7 | +12:22.1 |

#### Bieg na dochodzenie
| Pozycja | Zawodniczka         | Reprezentacja     | Pudła   | Wynik   | Strata   |
| ------- | ------------------- | ----------------- | ------- | ------- | -------- |
| złoto   | Macx Davies         | Kanada            | 0+1+0+1 | 37:21.7 |          |
| srebro  | Marc-André Bédard   | Kanada            | 0+1+0+2 | 38:24.4 | +1:02.6  |
| brąz    | Vincent Blais       | Kanada            | 0+0+1+0 | 38:45.6 | +1:23.8  |
| 4.      | Matt Neumann        | Kanada            | 0+1+2+1 | 38:49.5 | +1:27.8  |
| 5.      | Ethan Dreissigacker | Stany Zjednoczone | 0+0+3+0 | 40:00.5 | +2:38.7  |
| 6.      | Scott Perras        | Kanada            | 3+2+3+2 | 40:29.4 | +3:07.7  |
| 7.      | Kai Skinstad        | Kanada            | 0+1+1+2 | 41:03.5 | +3:41.8  |
| 8.      | Mike Gibson         | Stany Zjednoczone | 2+0+2+1 | 41:16.4 | +3:54.7  |
| 9.      | Alex Howe           | Stany Zjednoczone | 3+2+3+2 | 41:46.1 | +4:24.3  |
| 10.     | William Poffenroth  | Kanada            | 0+1+0+1 | 42:08.8 | +4:47.1  |
| 11.     | Jasper Mackenzie    | Kanada            | 2+1+2+3 | 42:44.9 | +5:23.2  |
| 12.     | Guillaume Bertrand  | Kanada            | 3+2+2+2 | 43:26.9 | +6:05.1  |
| 13.     | Andrew Chisholm     | Kanada            | 2+0+2+2 | 44:15.6 | +6:53.8  |
| 14.     | Evan Girard         | Kanada            | 3+2+1+2 | 51:03.1 | +13:41.4 |
| DNF.    | Eric Schryer        | Kanada            | 1       |         |          |

#### Bieg masowy
| Pozycja | Zawodniczka         | Reprezentacja     | Pudła   | Wynik     | Strata   |
| ------- | ------------------- | ----------------- | ------- | --------- | -------- |
| złoto   | Marc-André Bédard   | Kanada            | 2+1+1+1 | 51:08.5   |          |
| srebro  | Vincent Blais       | Kanada            | 1+0+0+1 | 51:19.7   | +11.2    |
| brąz    | Scott Perras        | Kanada            | 2+3+2+2 | 52:11.4   | +1:02.9  |
| 4.      | Matt Neumann        | Kanada            | 1+0+2+3 | 52:33.8   | +1:25.2  |
| 5.      | Ethan Dreissigacker | Stany Zjednoczone | 0+2+2+1 | 53:09.7   | +2:01.2  |
| 6.      | Mike Gibson         | Stany Zjednoczone | 1+1+3+3 | 55:22.8   | +4:14.3  |
| 7.      | Guillaume Bertrand  | Kanada            | 2+2+2+1 | 55:49.3   | +4:40.7  |
| 8.      | Macx Davies         | Kanada            | 2+2+5+4 | 56:14.0   | +5:05.5  |
| 9.      | Alex Howe           | Stany Zjednoczone | 2+2+4+2 | 56:24.9   | +5:16.4  |
| 10.     | Jasper Mackenzie    | Kanada            | 1+3+0+1 | 58:04.1   | +6:55.5  |
| 11.     | Andrew Chisholm     | Kanada            | 0+0+1+2 | 58:49.6   | +7:41.1  |
| 12.     | Kai Skinstad        | Kanada            | 2+3+2+1 | 1:00:57.3 | +9:48.7  |
| 13.     | Eric Schryer        | Kanada            | 1+0+1+2 | 1:06:12.0 | +15:03.5 |
| DNF.    | Evan Girard         | Kanada            | 3+2     |           |          |
| DNS.    | William Poffenroth  | Kanada            |         |           |          |

### Sztafeta mieszana
| Pozycja | Zawodniczka                                                                                   | Pudła           | Wynik     | Strata   |
| ------- | --------------------------------------------------------------------------------------------- | --------------- | --------- | -------- |
| złoto   | Kanada Alberta II Andrew Chisholm · Zina Kocher · Aiden Millar                                | 0+0 0+0         | 55:55.4   |          |
| srebro  | Kanada Alberta I Macx Davies · Emma Lunder · Kai Skinstad                                     | 0+0 0+0         | 56:19.1   | +23.7    |
| brąz    | Kanada Quebec I Marc-André Bédard · Claude Godbout · Vincent Blais                            | 0+0 0+0         | 56:34.4   | +39.0    |
| 4.      | Kanada BC Team Jasper Mackenzie · Sarah Beaudry · Matt Neumann                                | 0+0 0+0         | 56:47.6   | +52.2    |
| 5.      | Stany Zjednoczone Craftsbury Green RP Ethan Dreissigacker · Emily Dreissigacker · Mike Gibson | 1+2 0+0 0+1 1+1 | 1:00:58.9 | +5:03.5  |
| 6.      | Kanada Quebec II Guillaume Bertrand · Clemence Pelletier · Charles Pepin                      | 1+1 0+0 0+1 1+0 | 1:05:33.3 | +9:37.9  |
| 7.      | Kanada Alberta III Nate Gerwing · Jessica Paterson · Sasha Eccleston                          | 0+1 0+0 0+1     | 1:05:57.6 | +10:02.2 |
| 8.      | Kanada Ontario Eric Schryer · Erin Yungblut · Alicia Hurley                                   | 1+3 0+0 0+1 1+2 | 1:09:54.5 | +13:59.1 |
| 9.      | Kanada Alberta IV Stephane Briand · Jennifer Paterson · Mark Singleton                        | 1+4 1+0 0+0 0+4 | 1:12:55.1 | +16:59.7 |